# МТ-СМ
МТ-СМ (Индекс ГБТУ — Объект 562) — российский средний многоцелевой транспортёр-тягач. Разработан в конструкторском бюро Мытищинского машиностроительного завода.

## История создания
Многоцелевой тягач МТ-СМ создавался на замену тягачу МТ-С, который не был запущен в серийное производство. В 1992 году приказом министра обороны России МТ-СМ был принят на вооружение.

## Описание конструкции
Основным предназначением МТ-СМ является перевозка грузов массой до 10 тонн, буксирование радиолокационных станции орудийной наводки, артиллерийских систем, а также прицепов общей массой до 15 тонн. Всё оборудование тягача смонтировано в бронированном корпусе. Шасси унифицировано по отдельным узлам и агрегатам с шасси зенитных ракетных комплексов «Бук» и «Тор».

### Двигатель и трансмиссия
В качестве силовой установки используется дизельный двигатель В-84Ж мощностью 780 л.с. Трансмиссия — механическая, имеет дополнительный привод с гидрообъёмной передачей, при этом МТ-СМ имеет возможность осуществлять бесступенчатый поворот, радиусом от 0 метров до бесконечности.

### Ходовая часть
В ходовой части МТ-СМ используется гидропневматическая подвеска и гусеницы с резинометаллическими шарнирами.

## Сохранившиеся экземпляры
- Россия — открытая площадка №1 музея Рязанского Военного Автомобильного Института[3].